# Mahershala Ali
Mahershalalhashbaz (Mahershala) Ali, geboren als Mahershalalhashbaz Gilmore (Oakland (Californië), 16 februari 1974), is een Amerikaans acteur. Hij heeft de rol van Richard Tyler in The 4400 gespeeld. Hiervan zijn 4 seizoenen gemaakt. Ook heeft hij de rol van Boggs uit The Hunger Games: Mockingjay - Part 1 en The Hunger Games: Mockingjay - Part 2 vertolkt. Tevens speelt hij de rol van Remy Danton in House of Cards, die van Tizzy in The Curious Case of Benjamin Button, die van Mombasa in Predators en die van Cornell Stokes in de Netflix-serie Luke Cage.
Ali's naam is afkomstig uit Bijbelboek Jesaja 8:1-3, waarin het meestal wordt aangeduid als "Maher-shalal-hash-baz". Het is Hebreeuws voor "haastig is buit, spoedig is roof" en is waarschijnlijk de langste naam uit de Bijbel. In 2000 bekeerde hij zich tot de Ahmadiyya Moslim Gemeenschap en veranderde hij zijn achternaam van Gilmore naar Ali.
In 2017 won Ali een Oscar voor beste mannelijke acteur in een bijrol, voor zijn rol in de film Moonlight. In 2019 won hij een Oscar voor zijn rol in Green Book.

## Filmografie
- 2003: Making Revolution, als Mac Laslow
- 2008: The Curious Case of Benjamin Button, als Tizzy
- 2009: Crossing Over, als Strickland
- 2010: Predators, als Mombasa
- 2012: The Place Beyond the Pines, als Kofi
- 2013: Go for Sisters, als Dez
- 2014: Supremacy, als Rivers
- 2014: The Hunger Games: Mockingjay - Part 1, als Boggs
- 2015: The Hunger Games: Mockingjay - Part 2, als Boggs
- 2016: Kicks, als Marlon
- 2016: Free State of Jones, als Moses Washington
- 2016: Moonlight, als Juan
- 2016: Hidden Figures, als Jim Johnson
- 2017: Roxanne Roxanne, als Cross
- 2018: Green Book, als Don Shirley
- 2018: Spider-Man: Into the Spider-Verse, als Aaron Davis / Prowler (stem)
- 2019: Alita: Battle Angel, als Vector
- 2021: Eternals, als Blade / Eric Brooks (stem)
- 2023: Spider-Man: Across the Spider-Verse, als Aaron Davis (stem)
- 2023: Leave the World Behind, als G.H. Scott
- 2025: Jurassic World Rebirth, als Duncan Kincaid

### Televisieseries
- 2001-2002: Crossing Jordan, als Trey Sanders (19 afl.)
- 2002: Haunted, als Alex Dalcour (1 afl.)
- 2002: NYPD Blue, als Rashard Coleman (1 afl.)
- 2003: CSI: Crime Scene Investigation, als Tombs' beveiliger (1 afl.)
- 2003: The Handler (1 afl.)
- 2003-2004: Threat Matrix, als Jelani Harper (15 afl.)
- 2004-2007: The 4400, als Richard Tyler (31 afl.)
- 2009: Lie to Me, als Don Hughes (1 afl.)
- 2009: Law & Order: Special Victims Unit, als Mark Foster (1 afl.)
- 2011: Lights Out, als Death Row Reynolds (1 afl.)
- 2011-2012: Treme, als Anthony King (6 afl.)
- 2011-2012: Alphas, als Nathan Clay (12 afl.)
- 2012: Alcatraz, als Clarence Montgomery (1 afl.)
- 2013-2016: House of Cards, als Remy Danton (33 afl.)
- 2016: Luke Cage, als Cornell "Cottonmouth" Stokes (6 afl.)
- 2017: Comrade Detective, als Coach (stem) (1 afl.)
- 2019: True Detective, als Wayne Hays (8 afl.)
- 2021-2025: Invincible, als Titan (10 afl.)